# Zieleniec (Duszniki-Zdrój)
Zieleniec (niem. Grunwald) – część miasta Dusznik-Zdroju, położona w Górach Orlickich, na wysokości 800–960 m n.p.m., w południowym obszarze gminy miejskiej; ośrodek sportów zimowych. Miejscowość graniczy z Czechami.

## Położenie
Pomimo znacznej odległości od miasta (około 12 km), Zieleniec to część Dusznik-Zdroju położona na wschodnim zboczu Gór Orlickich, pomiędzy Šerlichem na południu a Orlicą na północy, na wysokości około 800–960 m n.p.m.

## Warunki naturalne
Ok. 1,5 km na wschód od zabudowy Zieleńca znajduje się torfowisko wysokie ze ścisłym rezerwatem przyrody Torfowisko pod Zieleńcem (występują tam m.in.: brzoza karłowata na jednym z trzech stanowisk w Polsce, sosna błotna, bagnica torfowa, rosiczki).
Cały teren Zieleńca został objęty specjalnym obszarem ochrony „Góry Orlickie” (Natura 2000), a także Obszarem Chronionego Krajobrazu Góry Bystrzyckie i Orlickie.

## Historia
Zieleniec powstał jako wieś w 1719 r. na terenie lasów królewskich. W 1762 r. zbudowano tu pierwszy drewniany kościół, w 1840 r. we wsi były: szkoła, młyn i kamieniołom, w później powstały dwa kolejne młyny oraz kuźnica przerabiająca miejscową rudę żelaza. Od XIX wieku miejscowość nabrała znaczenia turystycznego, powstała tu gospoda. Na początku XX wieku w Zieleńcu powstały trasy narciarskie, skocznia i tor saneczkowy, w okresie międzywojennym był to już duży kompleks sportów zimowych z pięcioma schroniskami.
Do 1945 r. stosowano niemiecką nazwę Grunwald, a przejściowo również nazwę Zielony Las. Z dniem 23 sierpnia 1946 r. ustalono urzędowo polską nazwę Zieleniec.
Po II wojnie światowej Zieleniec był samodzielną wsią w gminie Szczytna, uważaną za najwyżej położoną w Sudetach. W marcu 1946 r. było tu 68 gospodarstw. 23 marca 1946 r. wysiedlono stąd 2/3 niemieckich rodzin. Na ich miejsce 28 gospodarstw zajęli przybyli Polacy, jednak ze względu na skrajnie trudne warunki życiowe część z nich wkrótce opuściła Zieleniec. W 1954 r. Zieleniec został włączony jako część miasta do gminy miejskiej Duszniki-Zdrój. 
W pierwszych latach po II wojnie światowej Zieleniec zaczął rozwijać się jako popularny ośrodek narciarski. Już w styczniu 1946 r. Organizacja Młodzieży Towarzystwa Uniwersytetu Robotniczego zorganizowała tu pierwszy kurs narciarski dla swoich członków i harcerzy z Warszawy, a w lutym tego roku – pierwsze ogólnopolskie zawody narciarskie OM TUR, w których startowało 121 zawodników. 24 grudnia 1947 r. otwarto w Zieleńcu ośrodek narciarski Państwowego Urzędu Wychowania Fizycznego i Przysposobienia Wojskowego. Z siedmiu pensjonatów z elektrycznym oświetleniem, wyposażonych w łazienki z bieżącą wodą i centralne ogrzewanie, zimą korzystali narciarze, a latem urządzano w nich kolonie dziecięce.
Rozwój Zieleńca zahamowany został na wiele lat ok. 1950 r. na skutek wprowadzenia restrykcyjnych przepisów dotyczących przebywania i poruszania się w strefie nadgranicznej. Miejscowość szybko podupadła, a mieszkańcy uskarżali się na odcięcie od świata – komunikacja autobusowa dotarła tu dopiero w 1961 roku. Pierwszy wyciąg narciarski uruchomiono w Zieleńcu w 1960 r. Dopiero w latach 70. rozpoczęto rozbudowę urządzeń sportowych i zaplecza gastronomiczno-noclegowego, tworząc z czasem wielki ośrodek sportów zimowych.

## Zabytki
W Zieleńcu znajdują się następujące zabytki:
- kościół św. Anny z 1902 roku, stojący na wysokości 856 m n.p.m. Jest to najwyżej położony kościół w Sudetach[4].
- figura św. Jana Nepomucena z 1824, stojąca obok schroniska „Orlica”[4],
- krzyż przydrożny z płaskorzeźbą Matki Bożej Bolesnej z XIX wieku, stojący w pobliżu pensjonatu „Jagienka”[2].

## Turystyka
Obecnie na terenie Zieleńca działa 48 wyciągów narciarskich. Latem jest dobrą bazą wypadową w Góry Orlickie i pobliskie Góry Bystrzyckie. Znajduje się tu schronisko PTTK „Orlica” oraz schronisko PTSM. Z Zieleńca można przejść do Czech; wjeżdżając wyciągiem do schroniska Masarykova chata i przy Drodze Orlickiej niedaleko Koziej Hali do miejscowości Olešnice v Orlických horách.
W Zieleńcu panuje specyficzny mikroklimat (jedyny taki w Polsce) – zbliżony do alpejskiego.

## Kolarstwo w Zieleńcu
Zieleniec w ostatnich latach stał się jedną z miejscowości na szlaku kolarskim w Polsce. Trenuje tutaj rokrocznie polska kadra kolarzy górskich. Maja Włoszczowska przygotowuje się głównie w Zieleńcu.
W sierpniu każdego roku w Zieleńcu odbywa się maraton kolarski Klasyk Kłodzki – Mistrzostwa Polski w Maratonie Górskim, jeden z najcięższych w kraju. Mimo jego trudności liczba uczestników każdej edycji oscyluje w granicach 400 osób. Organizatorem maratonu jest Klub Kolarski Ziemi Kłodzkiej.
Również w sierpniu ma miejsce tutaj Memoriał im. Artura Filipiaka – Otwarte Mistrzostwa Dolnego Śląska w Maratonie MTB, poświęcony zmarłemu przedwcześnie kolarzowi.

## Galeria

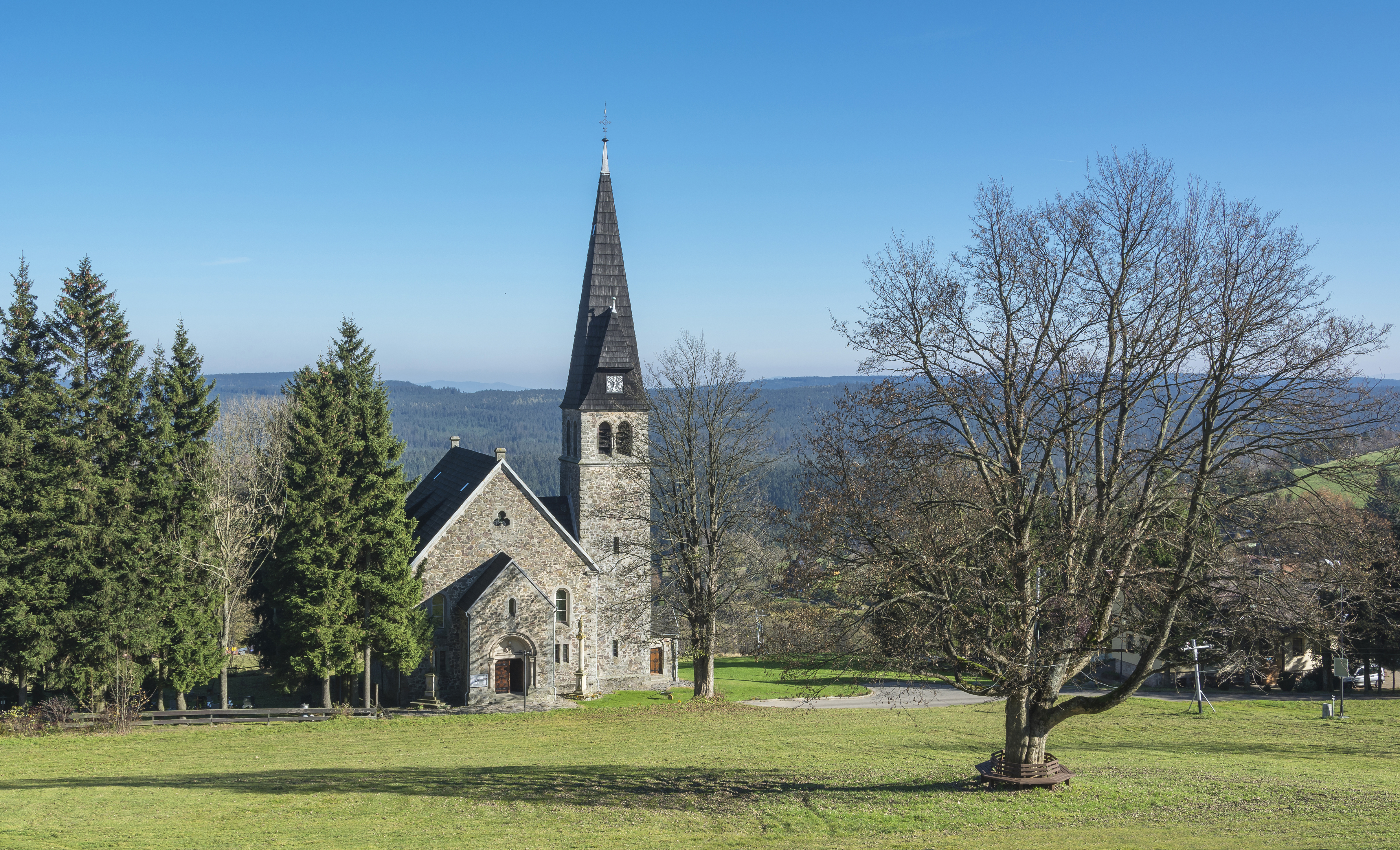
Kościół św. Anny w Zieleńcu
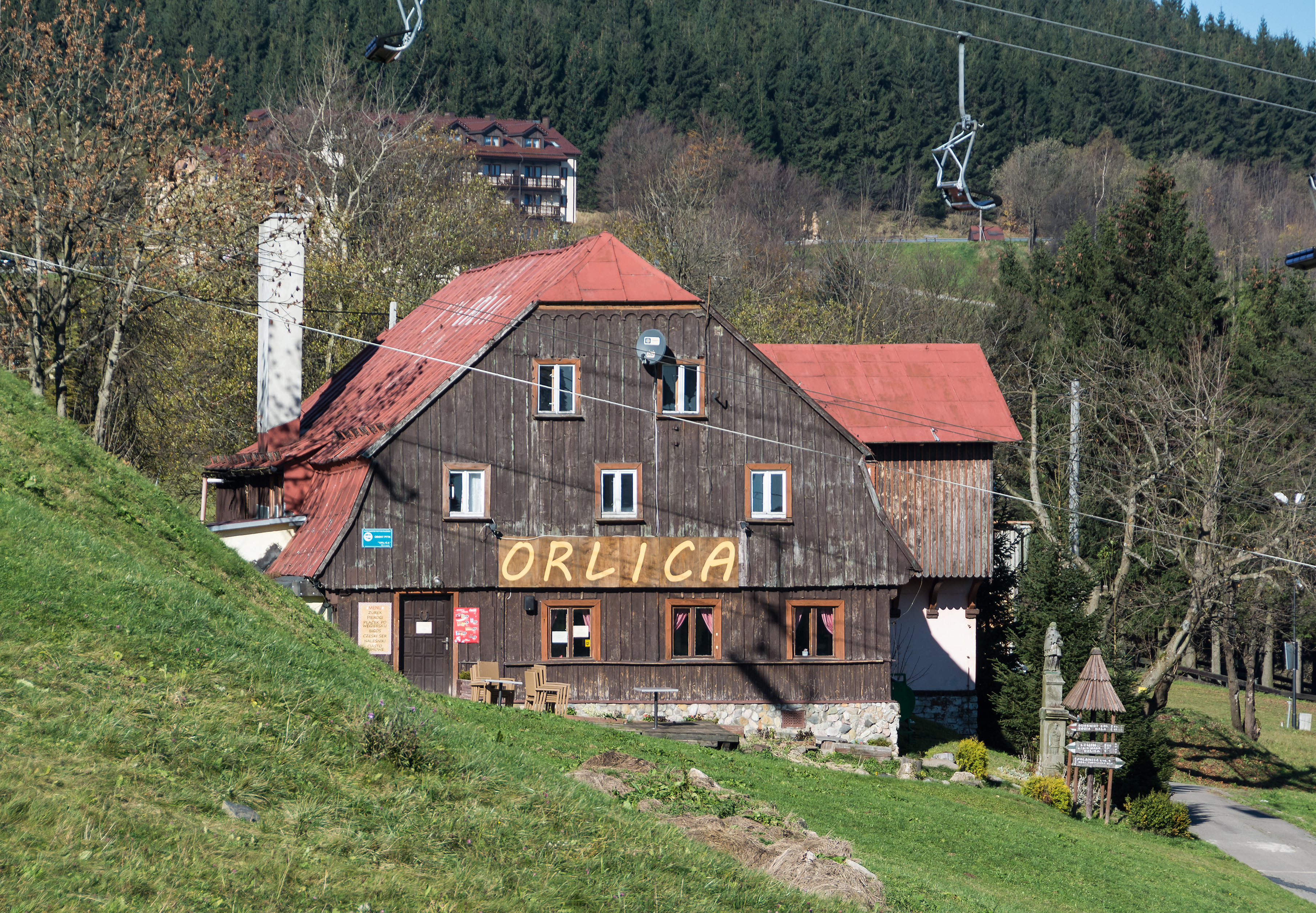
Schronisko PTTK Orlica
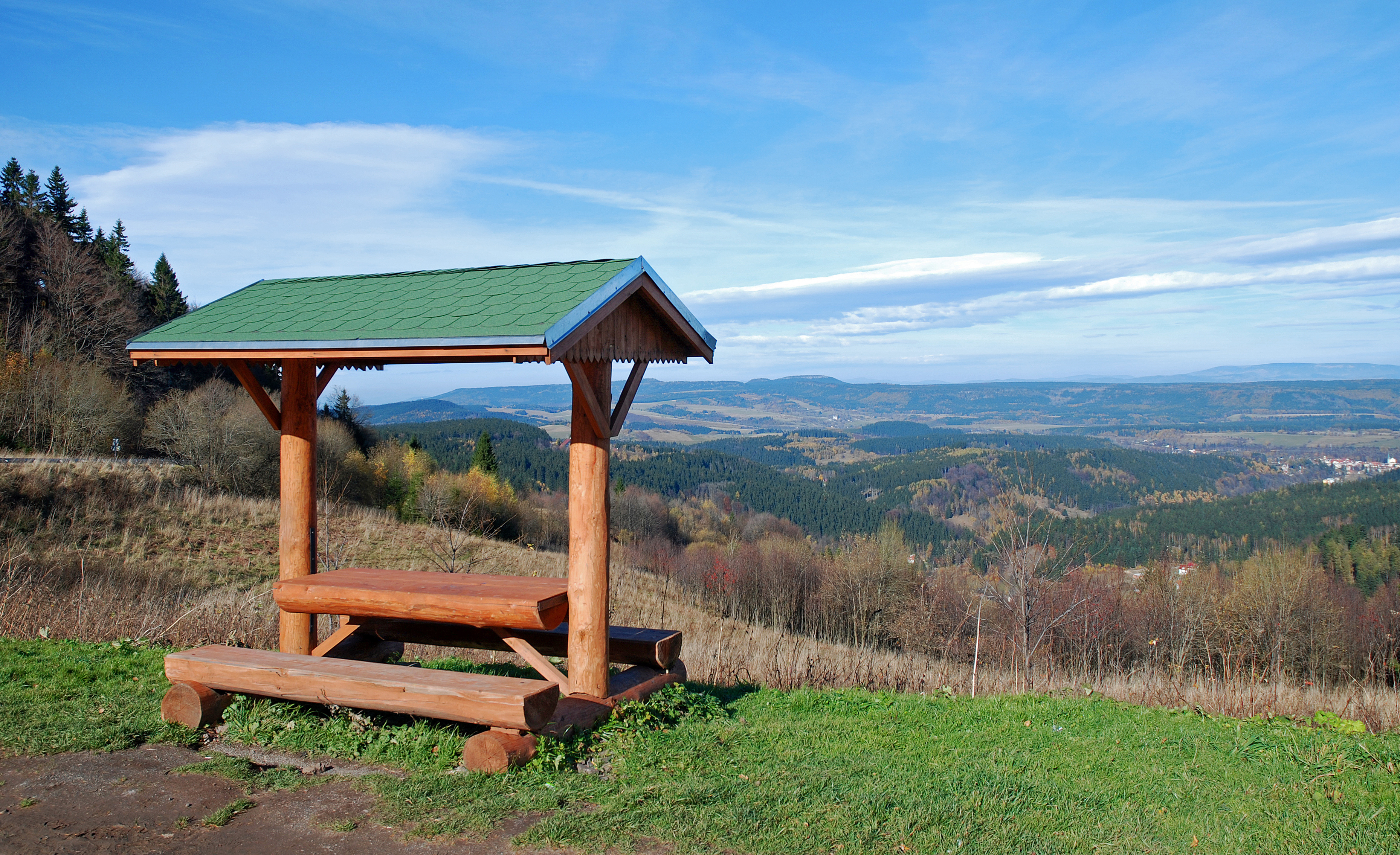
Miejsce odpoczynku dla turystów
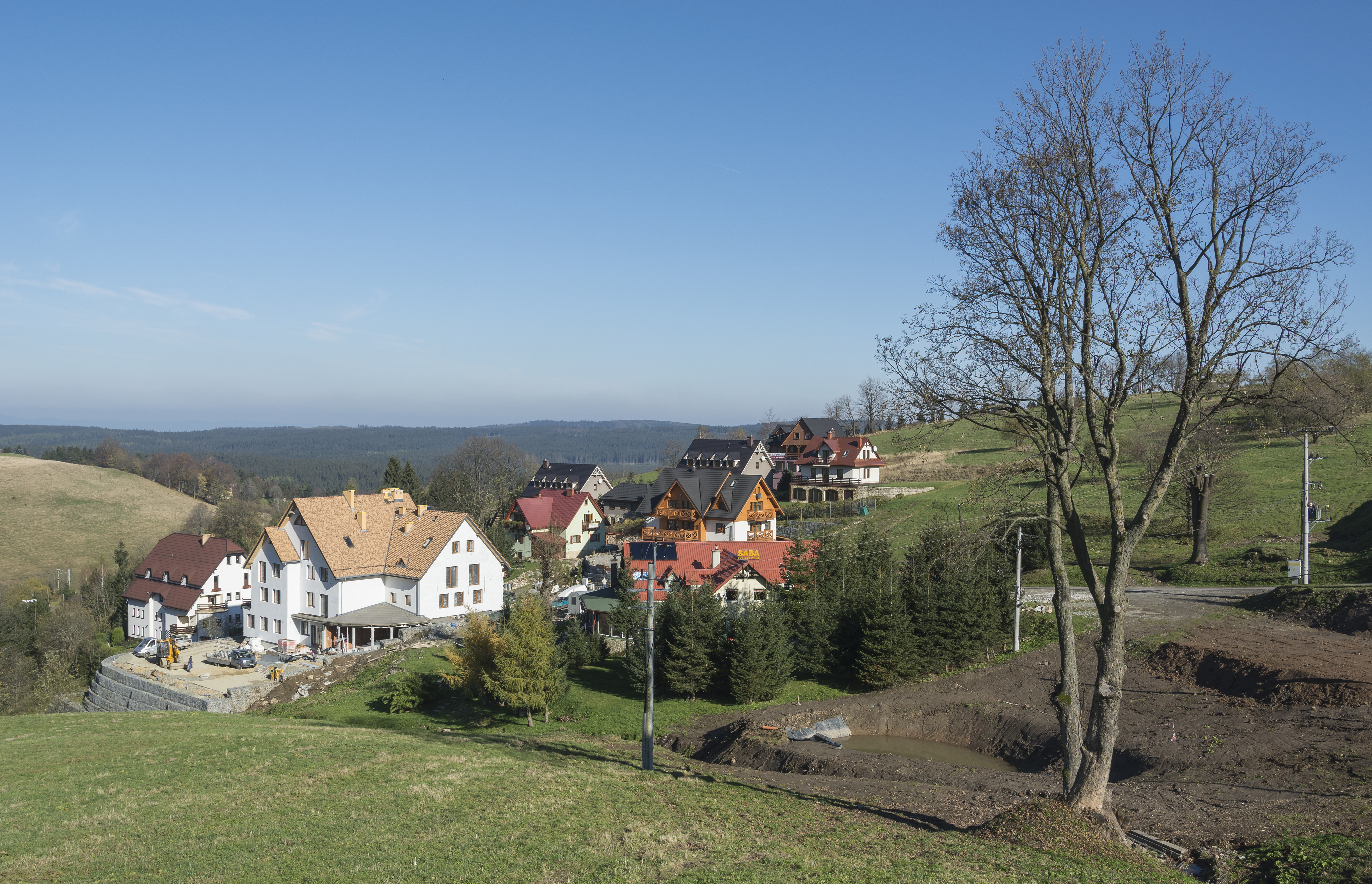
Domy w Zieleńcu
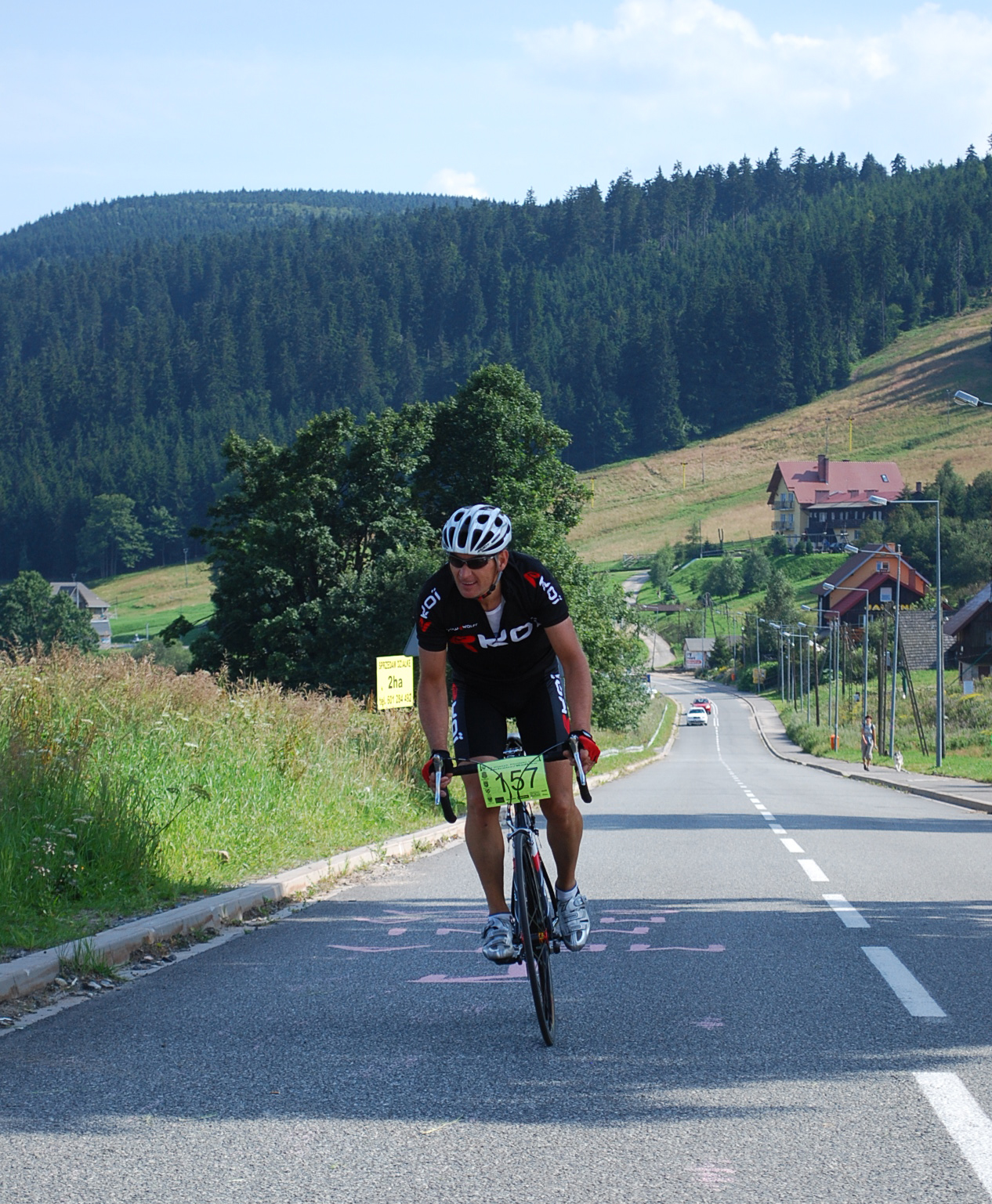
Kolarz podczas Klasyka Kłodzkiego (2009)
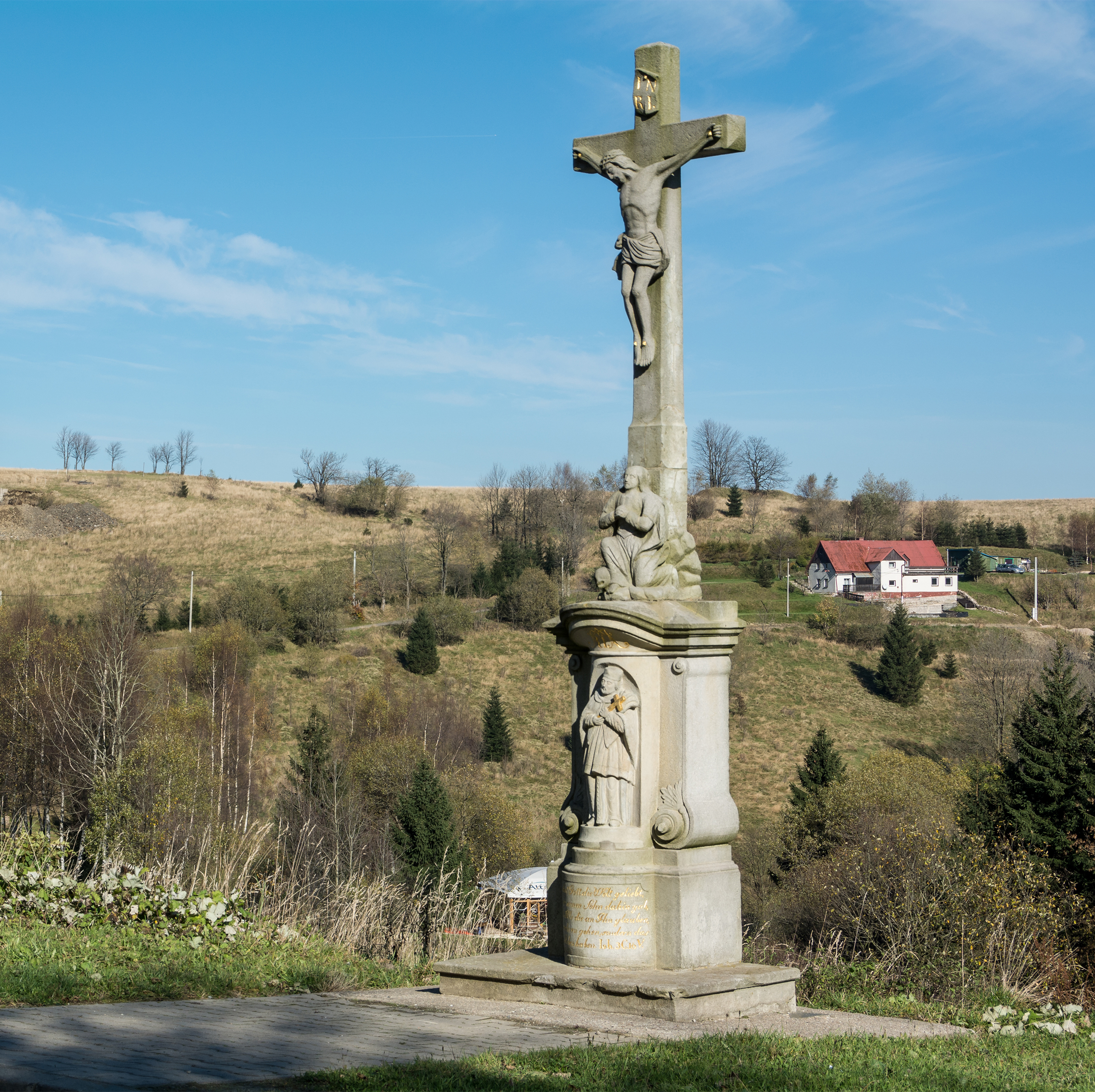
Krzyż przydrożny
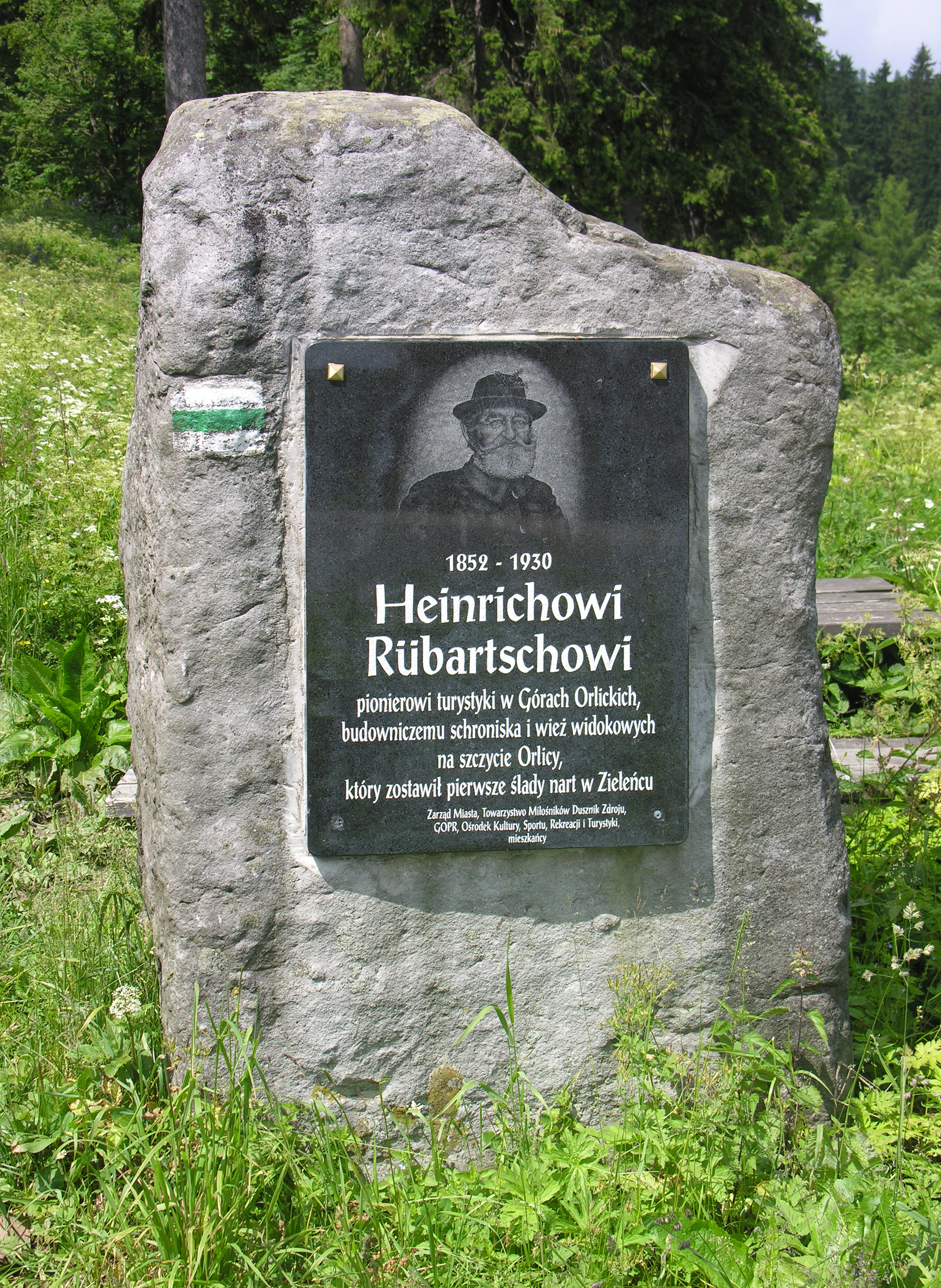
Tablica pamięci Heinricha Rübartscha
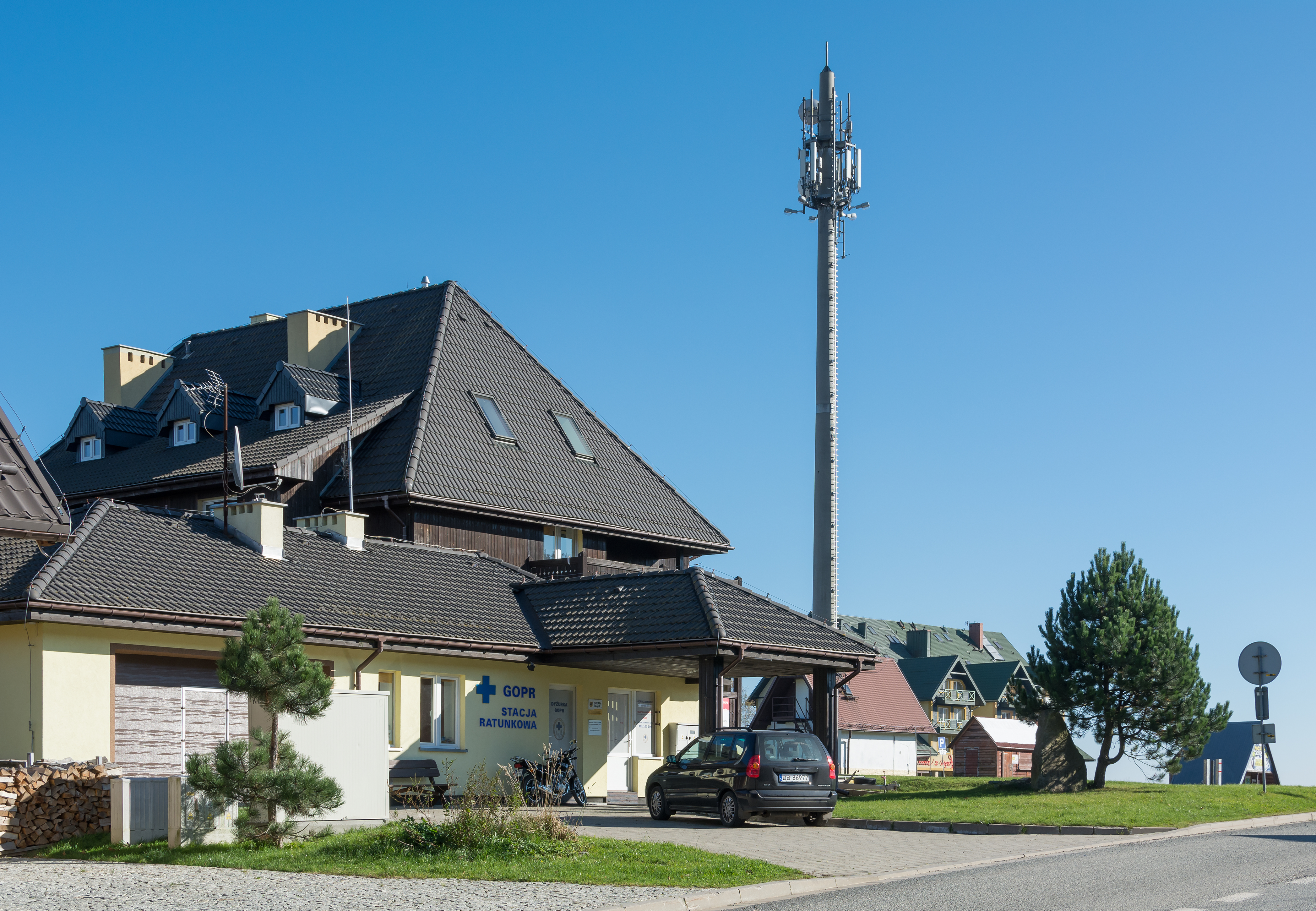
Stacja GOPR